# Naoki Tanaka
Naoki Tanaka (田中 直基 Tanaka Naoki?), född 29 mars 1993 i Osaka prefektur, är en japansk fotbollsspelare.
Tanaka började sin karriär 2015 i FC Osaka. Han spelade 73 ligamatcher för klubben. 2018 flyttade han till Azul Claro Numazu.